# Puro spirito
Puro spirito è la quinta raccolta ufficiale di Renato Zero, pubblicata nel 2011.

## Il disco
Il disco è stato pubblicato ad un anno dalla raccolta Segreto amore. Se il precedente album conteneva perlopiù alcuni brani d'amore del cantante romano, Puro spirito è composto di brani esclusivamente ironici e divertenti e può essere considerato come un seguito dell'album Segreto amore.
Il titolo della prima traccia del disco (Sorridere sempre) indica un'espressione che Renato Zero ha sempre usato nei riguardi dei suoi fans, invitandoli a non trascurare mai la felicità, a non perdere mai il sorriso.
Il 14 novembre 2011, Renato Zero ha così descritto il suo nuovo best of:

### I brani e il significato del titoloPuro spirito
I due inediti della raccolta sono Sorridere sempre e Testimone.
Sono presenti nell'album anche una versione ridotta del remake della canzone Paleobarattolo e il medley in studio (fino ad allora inedito) di Triangolo - Mi vendo.
Gli altri brani contenuti nell'album, estratti dalla discografia ufficiale del cantante, sono: Supersolo, Erotica apparenza, Amore al verde, Soldi, Danza macabra, Amore sì, amore no, Al cinema, Viva la RAI, Profumi balocchi e maritozzi, Fai da te, Menefotto, O Dino O Sauro, Nuda proprietà e La Zeronave.
Galeotto fu il canotto, invece, non fa parte di nessun album poiché nel 1981 uscì solo come singolo insieme al brano Più su.
Secondo quanto rilasciato in un'intervista a Vincenzo Mollica, l'espressione puro spirito in questo caso non è stata usata da Renato per indicare un qualcosa che ha a che vedere con la religione e/o con Dio, bensì sta a significare un qualcosa di spiritoso. Ciò è affermabile analizzando la tracklist del disco, che contiene i brani più irriverenti e ironici di Renato.

### Il conto alla rovescia e le boccette di profumo
Nel sito ufficiale del cantautore, a partire dai primi giorni del novembre 2011, è stata organizzata una sorta di conto alla rovescia.
Accanto all'immagine di una radio antica con le ore, i giorni e i minuti mancanti all'uscita di quest'album compariva, giorno dopo giorno, una nuova boccetta di profumo, che riportava al suo interno il titolo di una canzone dell'album, il numero relativo alla posizione che occupava nell'album, i rispettivi autori e la rispettiva casa discografica che la pubblicò.

## Tracce
1. Sorridere sempre (inedito - Renatozero/Fabrizio) - 4:41
2. Paleobarattolo (versione ridotta, dall'album Sulle tracce dell'imperfetto) - 2:03
3. Supersolo (dall'album Sulle tracce dell'imperfetto) - 4:25
4. Erotica apparenza (dall'album Amore dopo amore) - 5:22
5. Amore al verde (dall'album Quando non sei più di nessuno) - 4:58
6. Soldi (dall'album Via Tagliamento 1965/1970) - 4:05
7. Danza macabra (dall'album Zero) - 4:50
8. Amore sì, amore no (versione ridotta, dall'album Tregua) - 4:08
9. Al cinema (dall'album La coscienza di Zero) - 2:32
10. Viva la RAI (dall'album Via Tagliamento 1965/1970) - 2:44
11. Profumi, balocchi e maritozzi (dall'album Tregua) - 3:54
12. Fai da te (dall'album Il dono) - 4:56
13. O Dino O Sauro (dall'album La coscienza di Zero) - 3:09
14. Galeotto fu il canotto (singolo 1981) - 4:18
15. Menefotto (dall'EP Passaporto per Fonòpoli) - 3:02
16. Nuda proprietà (dall'album La curva dell'angelo) - 5:02
17. Medley: Triangolo/Mi vendo (medley 2011) - 4:17
18. La Zeronave (dall'album Tutti gli Zeri del mondo) - 1:53
19. Testimone (inedito - Nava) - 4:17

## Formazione
- Renato Zero – voce
- Andrea Maddalone – chitarra acustica ed elettrica
- Paolo Costa – basso
- Lele Melotti – batteria
- Fabrizio Leo – chitarra elettrica
- Elio Veniali – contrabbasso
- Giuseppe Francese – viola
- Anselmo Cerriana, Marco Ferrari – violino
- Giulio Glavina – violoncello
- Daniele Comoglio – sassofono contralto

## Classifiche

### Classifiche di fine anno
| Classifica (2011) | Posizione |
| ----------------- | --------- |
| Italia            | 28        |

### Andamento nella classifica italiana
| Posizione | 5 | 11 | 15 | 13 | 19 | 21 | 25 | 32 | 49 | 49 | 53 | 81 | 93 |

## Promozione
Per promuovere l'album Puro spirito è stato realizzato un videoclip, in cui veniva eseguita la canzone Sorridere sempre.
| Brano            | Data di pubblicazione | Durata | Ambientazione | Regista       |
| ---------------- | --------------------- | ------ | ------------- | ------------- |
| Sorridere sempre | 18 novembre 2011      | 4.32   | Roma          | Roberto Cenci |